# Tutku
Koordinaten: 58° 30′ N, 22° 42′ O
Tutku ist ein Dorf (estnisch küla) auf der größten estnischen Insel Saaremaa. Es gehört zur Landgemeinde Saaremaa (bis 2017: Landgemeinde Leisi) im Kreis Saare.
Das Dorf hat fünf Einwohner (Stand 31. Dezember 2011).